# دب في المنزل الأزرق الكبير
الدب في المنزل الأزرق الكبير (بالإنجليزية: Bear in the Big Blue House)‏ هو مسلسل تلفزيوني أمريكي للأطفال تم إنشاؤه من قبل ميتشيل كريجمان وتم إنتاجه بواسطة تلفزيون جيم هينسون لمجموعة بلاي هاوس ديزني التعليمية لقناة ديزني. ظهرت لأول مرة في 20 أكتوبر 1997، وقد بثت الحلقة الأخيرة في 28 أبريل 2006. وتواصل بث البرنامج حتى 6 مايو 2007.

## الحبكة
يعيش الدب في المنزل الأزرق الكبير حيث يكون مقدم الرعاية لأصدقائه. لديه هو وأصدقاؤه العديد من المغامرات معًا. يقومون بحل المشكلات والمشاركة والتعاون مع بعضهم البعض وتطوير المهارات الاجتماعية/الحياتية.
تفتح كل حلقة بأغنية ترحيبية وظهور الشخصيات. يركز كل عرض على موضوع (مثال: «النوم»، «الأطباء»، «عيد الشكر») يتم ختمه بدرس في النهاية. الأغاني والنكات ترافق الحلقة. في نهاية البرنامج، بير يغني أغنية وداعا مع القمر لونا.

## روابط خارجية
- دب في المنزل الأزرق الكبير على موقع IMDb (الإنجليزية)
- دب في المنزل الأزرق الكبير على موقع ميتاكريتيك (الإنجليزية)
- دب في المنزل الأزرق الكبير على موقع روتن توميتوز (الإنجليزية)
- دب في المنزل الأزرق الكبير على موقع أول موفي (الإنجليزية)
- دب في المنزل الأزرق الكبير على موقع فيلمافينيتي (الإسبانية)
- دب في المنزل الأزرق الكبير على موقع كينوبويسك (الروسية)
- دب في المنزل الأزرق الكبير على موقع ألو سيني (الفرنسية)
- دب في المنزل الأزرق الكبير على موقع قاعدة بيانات الفيلم (الإنجليزية)

- الموقع الرسمي